# Lakownica europejska

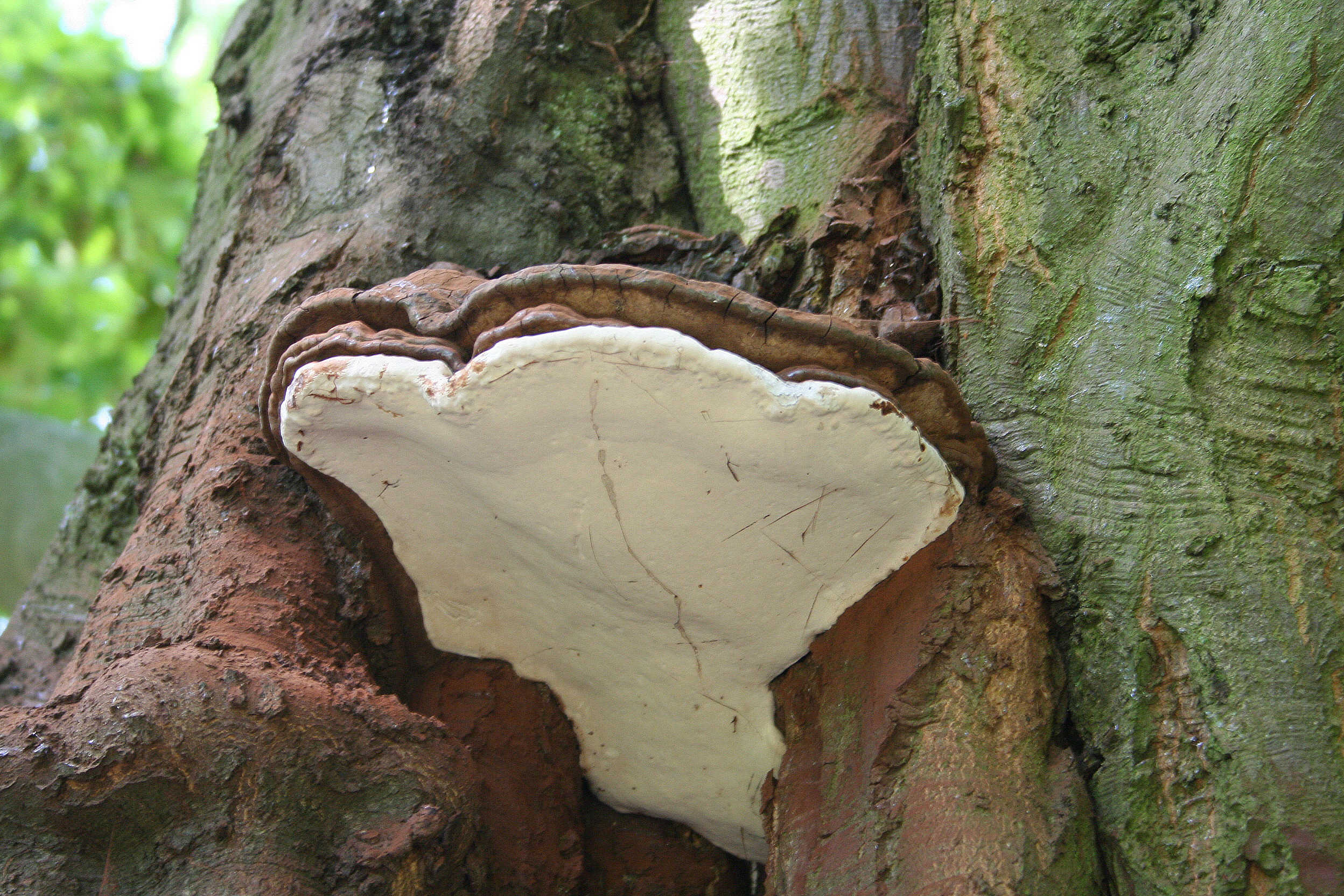

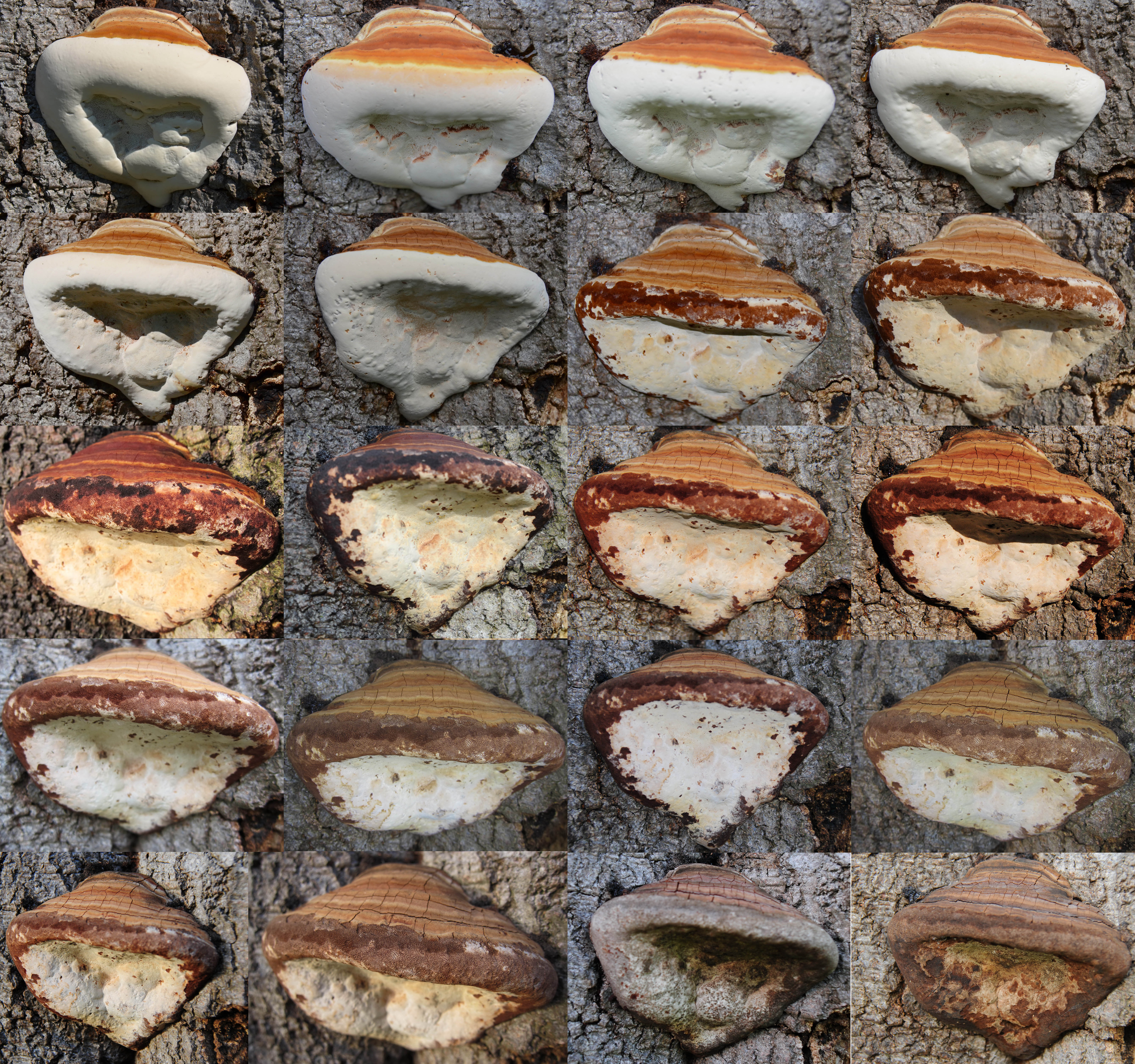

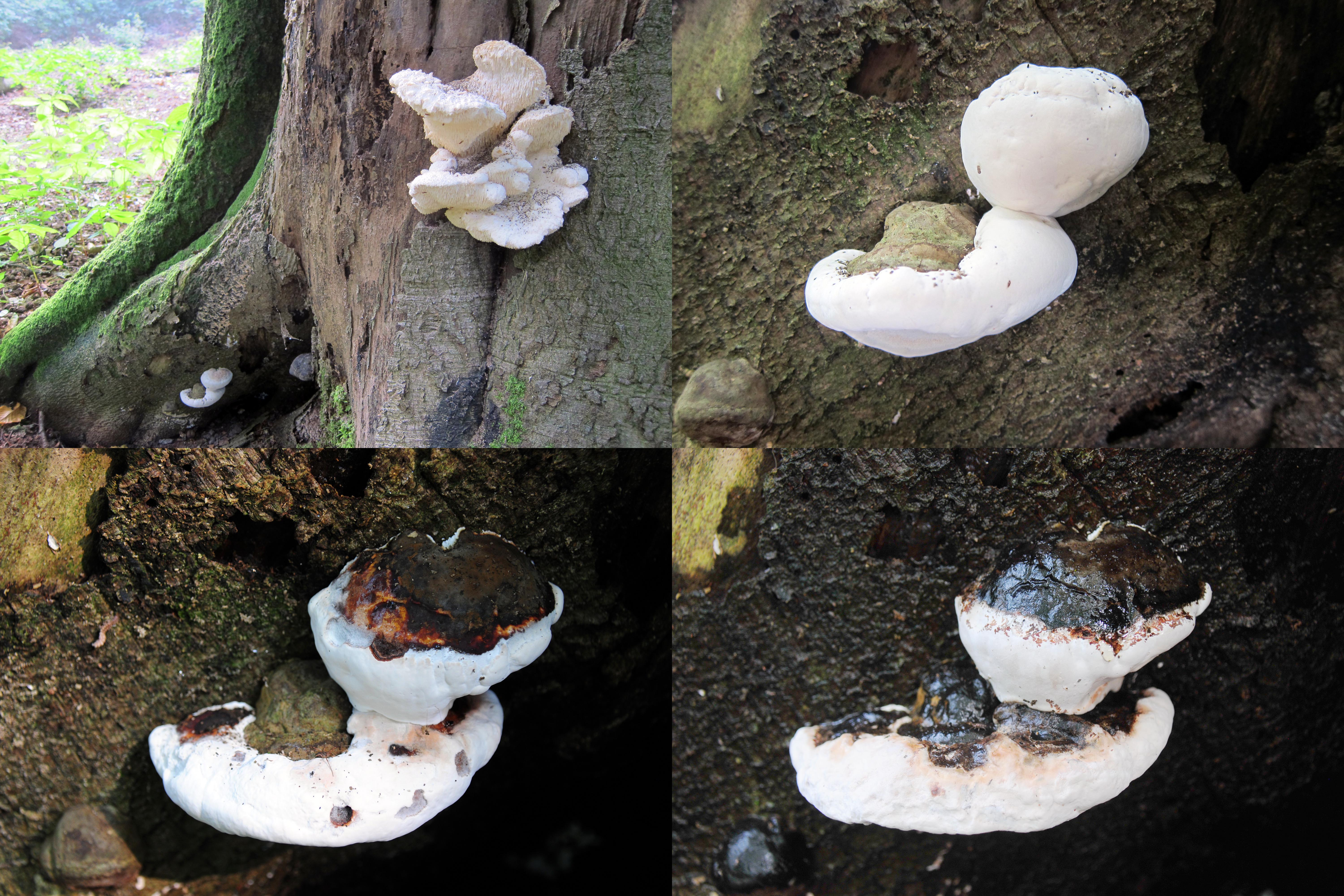

Lakownica europejska (Ganoderma adspersum (Schulzer) Donk) – gatunek grzybów należący do rodziny żagwiowatych (Polyporaceae).

## Systematyka i nazewnictwo
Pozycja w klasyfikacji według Index Fungorum: Ganoderma, Polyporaceae, Polyporales, Incertae sedis, Agaricomycetes, Agaricomycotina, Basidiomycota, Fungi.
Po raz pierwszy takson ten zdiagnozował w 1878 r. Stephan Schulzer von Müggenburg, nadając mu nazwę Polyporus adspersus. Obecną, uznaną przez Index Fungorum nazwę, nadał mu w 1969 r. Donk, przenosząc go do rodzaju Ganoderma. Synonimy naukowe.
- Ganoderma europaeum Steyaert 1961
- Polyporus adspersus Schulzer 1878

Nazwę polską podał Stanisław Domański w 1967 r. W polskim piśmiennictwie mykologicznym gatunek ten opisywany był też jako lakownica południowa.

## Morfologia
Kapelusz
Wieloletni o kształcie kopytkowatym lub półokrągłym i rozmiarach 10–30 cm, grubości 4–10 cm. Jest przyrośnięty bokiem. Kapelusz na górnej powierzchni jest matowy, czerwonobrązowy, u starszych okazów brązowo-czarny. Jego powierzchnia jest silnie pofalowana i guzowata, czasami występują wyraźne strefy. Brzeg kapelusza zaokrąglony i czysto biały. Skórka twarda, nie pozwala się wgnieść palcem.
Rurki
Drobne, okrągłe, białe, po uciśnięciu brązowieją. Na starszych okazach stają się brązowe. Długość rurek 10–15 mm.
Miąższ
Czekoladowobrązowy lub kasztanowobrązowy. Jest włóknisty, korkowaty i twardy. Ma grubość kilka razy większą od długości pojedynczych rurek i wyraźnie zaznaczone strefy przyrostu.
Wysyp zarodników
Czerwonobrązowy.
Cechy mikroskopowe
Zarodniki 6,5–8 μm.
Gatunki podobne
- lakownica czerwonawa (Ganoderma pfeifferi Bres.). Owocnik niestrefowany, miedzianoczerwony lub rdzawopurpurowy kolor i pory z czasem żółtawe. Rośnie na drzewach liściastych, głównie na buku[4].
- lakownica jasnomiąższowa (Ganoderma resinaceum Boud.). Owocnik ceglastoczerwony lub niemal czarny i czasami błyszczący. Rośnie na drzewach liściastych, głównie na dębie[4].

## Występowanie i siedlisko
Lakownica europejska notowana jest w Ameryce Północnej i Południowej, Europie i Azji. Najwięcej stanowisk opisano w Europie. Na terenie Polski w piśmiennictwie naukowym podano liczne jej stanowiska.
Występuje w parkach, w lasach i przy drogach, głównie na drzewach liściastych. Jest dość rzadki. Na drzewach iglastych występuje rzadko. Rośnie na żywych drzewach, ale po ich śmierci jeszcze przez kilka lat kontynuuje wzrost. W Polsce notowany był na następujących drzewach: Acer dasycarpum, kasztanowiec pospolity, brzoza brodawkowata, śliwa domowa, dąb, lipa drobnolistna, wiąz.

## Znaczenie
- Grzyb niejadalny. Pasożyt i saprotrof. Powoduje białą zgniliznę drewna[4].